# Барвинок (Солонянский район)
Барвинок (укр. Барвінок) — село,
Наталовский сельский совет,
Солонянский район,
Днепропетровская область,
Украина.
Код КОАТУУ — 1225084002. Население по переписи 2001 года составляло 14 человек .

## Географическое положение
Село Барвинок находится у одного из истоков реки Любимовка,
на расстоянии в 2 км от посёлка Незабудино, в 4-х км от села Наталовка.
Рядом проходит железная дорога, станция Незабудино в 2-х км.